# San Javier (kommunhuvudort i Argentina, Misiones)
San Javier är en kommunhuvudort i Argentina.   Den ligger i provinsen Misiones, i den nordöstra delen av landet, 800 km norr om huvudstaden Buenos Aires. San Javier ligger 112 meter över havet och antalet invånare är 8 500.
Terrängen runt San Javier är huvudsakligen platt, men söderut är den kuperad. Runt San Javier är det ganska glesbefolkat, med 36 invånare per kvadratkilometer.. San Javier är det största samhället i trakten.
Omgivningarna runt San Javier är en mosaik av jordbruksmark och naturlig växtlighet.